# Nina Wallet Intalou
Nina Wallet Intalou, née en 1963 à Kidal, est une femme d'affaires et une femme politique malienne d'origine touareg un seul fils makan appartenant à la tribu des Idnane. Licenciée de droit public, militante politique à partir de 1984, elle crée une entreprise à Abidjan (Côte d'Ivoire) en 1989 qui obtient le monopole de nettoyage des cabines téléphoniques. Au Mali, elle est élue maire de Kidal en 1997, mais des pressions islamistes l’obligent à renoncer à son poste. En exil en Mauritanie, elle prend part en 2012 à l'insurrection armée et devient membre du bureau exécutif du Mouvement national pour la libération de l'Azawad. 
Le 7 juillet 2016, à la suite d'un remaniement ministériel, Nina Wallet Intalou est nommée ministre de l'Artisanat et du Tourisme. Elle quitte son poste en 2020.